# Grupo de Operaciones Especiales (Misiones)
El Grupo de Operaciones Especiales, generalmente conocido por su acrónimo GOE, es la tropa de élite de la policía de la provincia de Misiones, Argentina. Su entrenamiento se asemeja al de los Rangers, el SWAT, el GOPE y otro tipo de brigadas especiales. Cuentan con el apoyo del gobierno provincial ya que, en algunos casos, por su entrenamiento especial es el único grupo capaz de resolver conflictos en que las fuerzas policiales regulares se hallan superadas.

## Historia

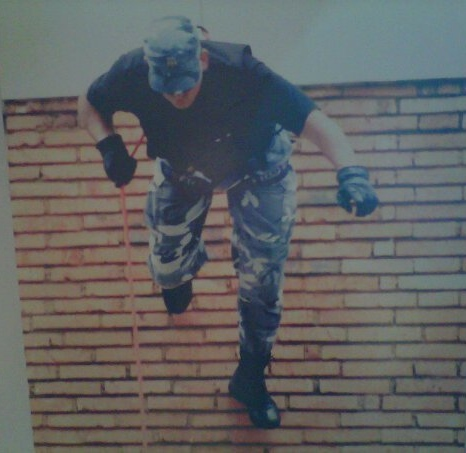
El actual Subjefe de la Policía de Misiones, Favio Sosa (ex GOE Misiones) descendiendo del edificio Rueda de Posadas, a una altura de 45 metros.

El Grupo de Operaciones Especiales (GOE) nació en 1993 a raíz de un requerimiento realizado por el Ministerio del Interior Nacional y conforme a lo dispuesto por el Ministerio de Gobierno, respaldado por la Jefatura de Gobierno. 
En la provincia de Misiones, el GOE interviene cuando la capacidad del personal regular, comisarías y comandos radioeléctricos, se ve superado. 
Están destinados a actuar cuando se requieren técnicas y tácticas especiales para todo lo que hace a situaciones de alto riesgo, recuperaciones de rehenes, recuperación de buses, recuperación de aeronaves e instalaciones. Los hombres que están en el GOE son hombres entrenados especialmente para cumplir su misión: buzos tácticos, conocedores experimentados en explosivos, tiradores especiales, técnicas de andinismo, de rescate en altura, de supervivencia en zona de monte, combate urbano y de selva.
Todo lo que hace a doctrina de instrucción policial, se trajo de los Estados Unidos y a través de cursos realizados en diferentes lugares, tanto en Argentina como en países vecinos. 
En el exterior, se capacitó al personal del GOE en el Grupo de Acciones Tácticas Especiales (GATE), fuerza especial de la Policía Militar de São Paulo (Brasil); en la Fuerza de Operaciones de la Policía Especializada (FOPE) de la Policía Nacional del Paraguay y en el Grupo de Operaciones Policiales Especiales (GOPE), una agrupación de Comandos de Carabineros de Chile; teniendo un entrenamiento especial con el equipo S.W.A.T. del Departamento de Policía de Los Ángeles, que es el cuerpo de policía local de la ciudad de Los Ángeles (California), Estados Unidos.

## Galería

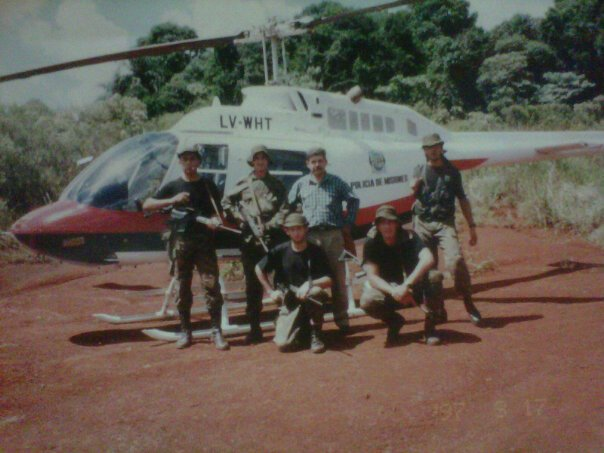
Comandos del GOE junto a un helicóptero Bell 206 de de la Policía de Misiones.
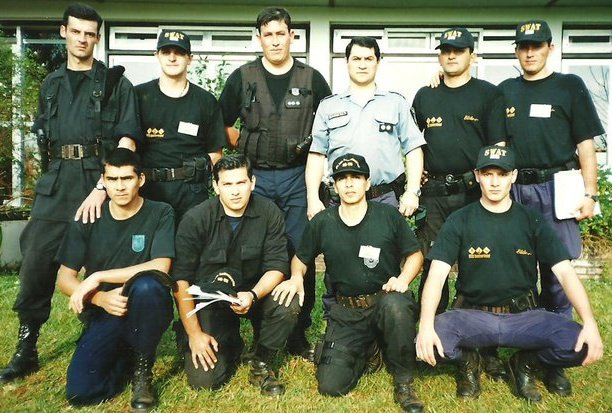
El GOE Misiones en un entrenamiento en conjunto con el equipo S.W.A.T. del Departamento de Policía de Los Ángeles (California), Estados Unidos junto a los oficiales Favio Sosa, Marcelo Omar Gentile y Miguel Ángel "Michel" Salgado.
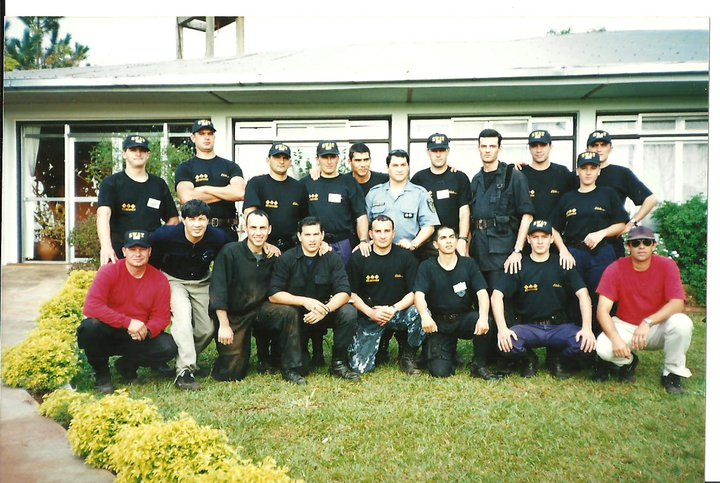
Primeros oficiales del GOE Misiones junto a la SWAT norteamericana.
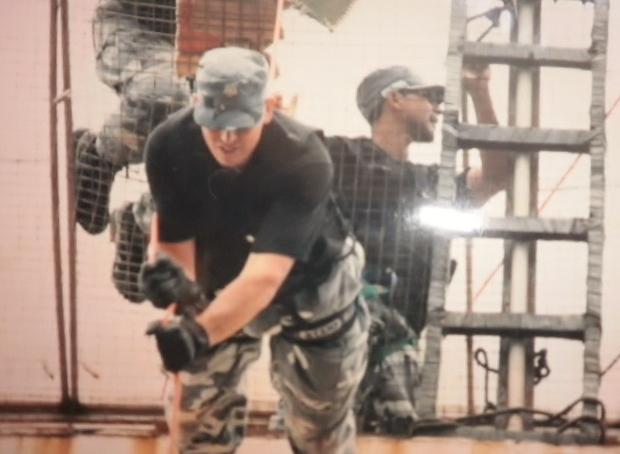
Entrenamiento del GOE en la década del '90.
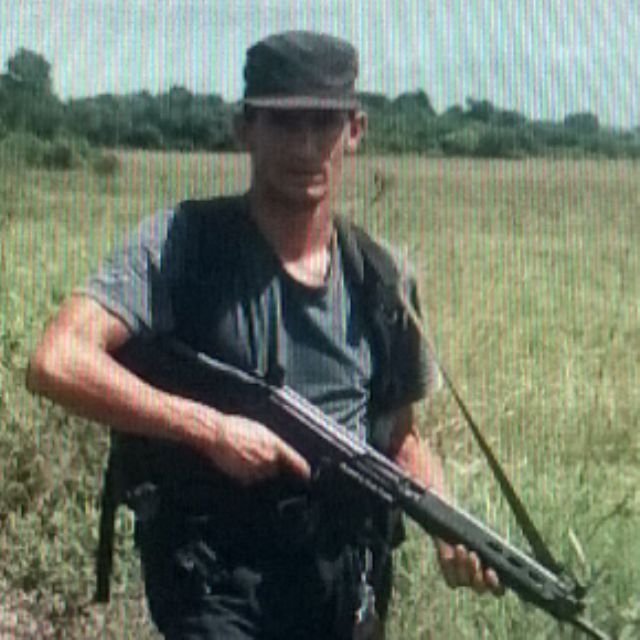
Sub.Oficial Mayor Luis Horacio Elias Coutto. Durante un entrenamiento
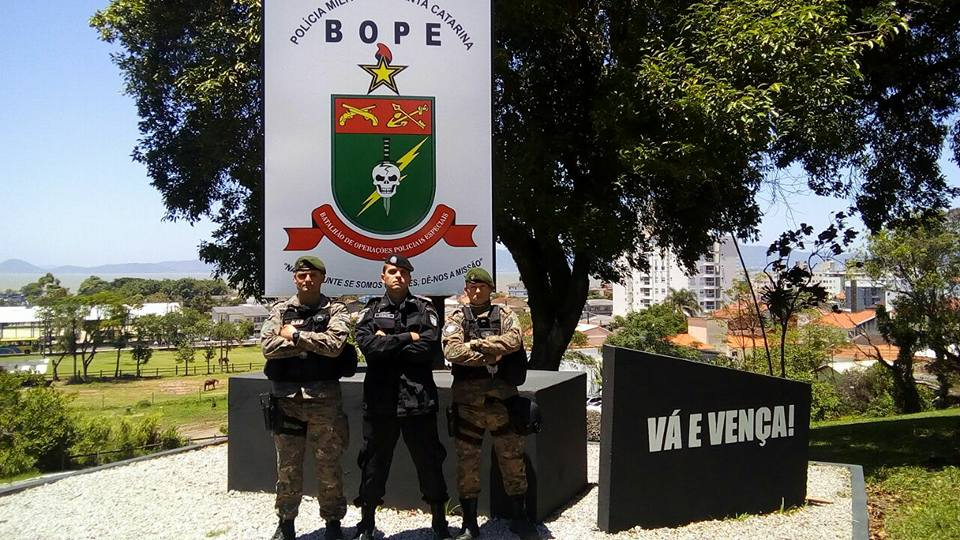
Dos integrantes del G.O.E realizando una capacitación junto al BOPE (Batallón de Operaciones Policiales Especiales).
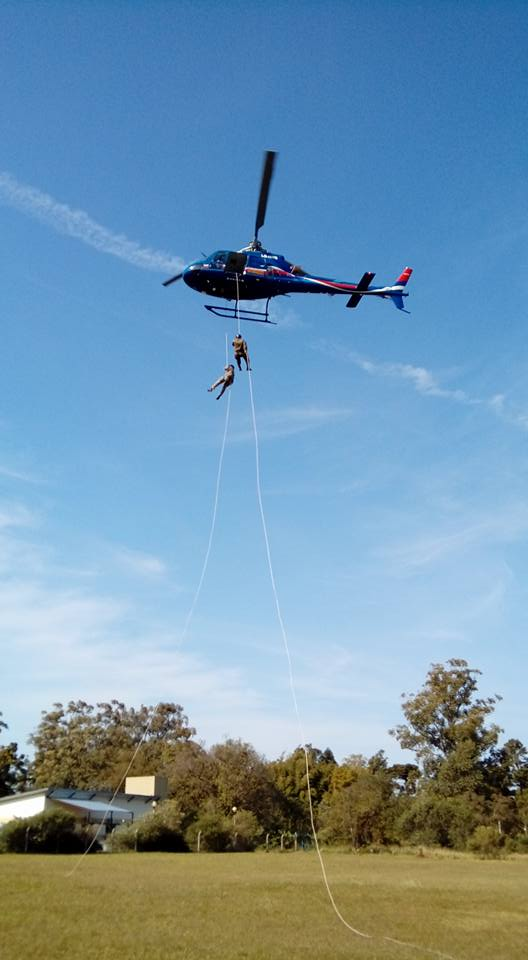
El G.O.E realizando Rápel desde un helicóptero Eurocopter AS350 Ecureuil.
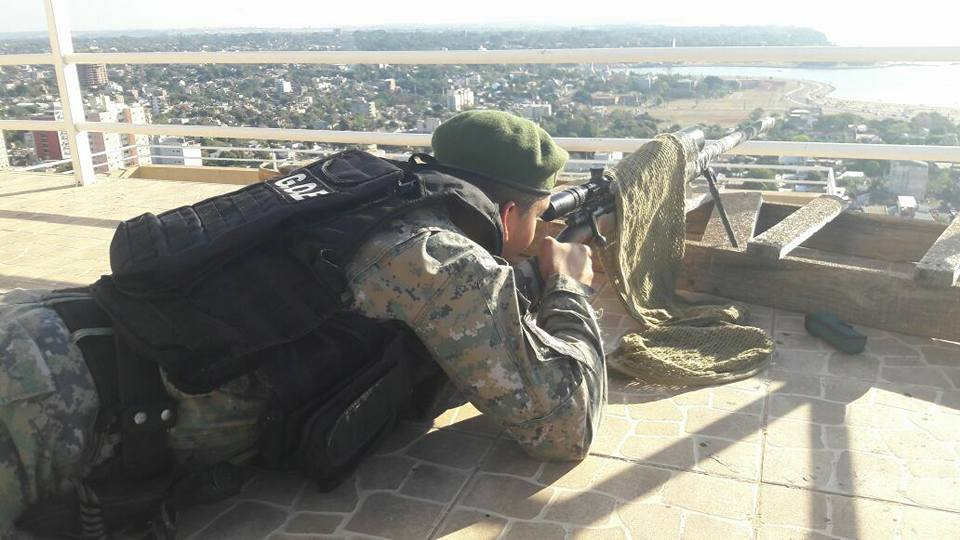
Francotirador realizando cobertura desde edificio en Posadas Provincia de Misiones
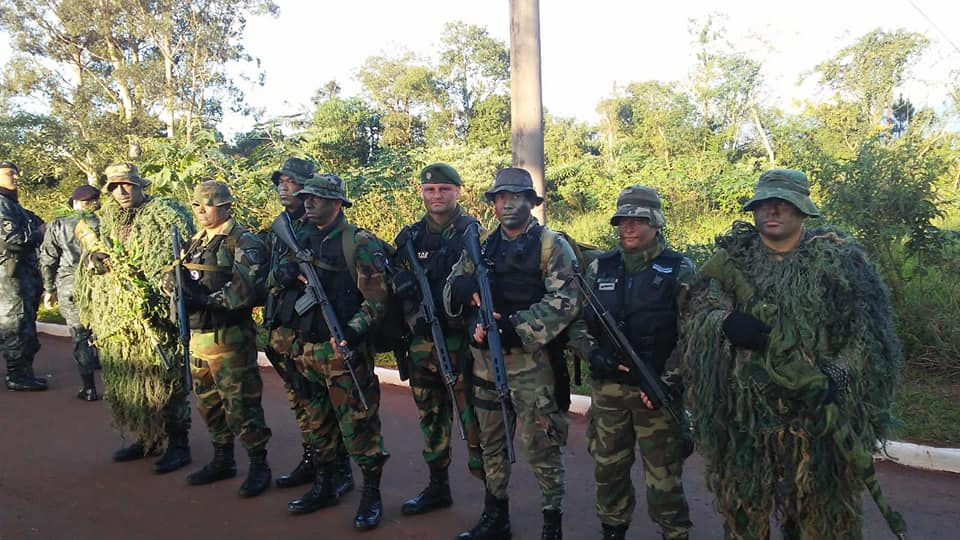
Personal del G.O.E portando uniforme mimetizado, para realizar Operaciones de Monte.
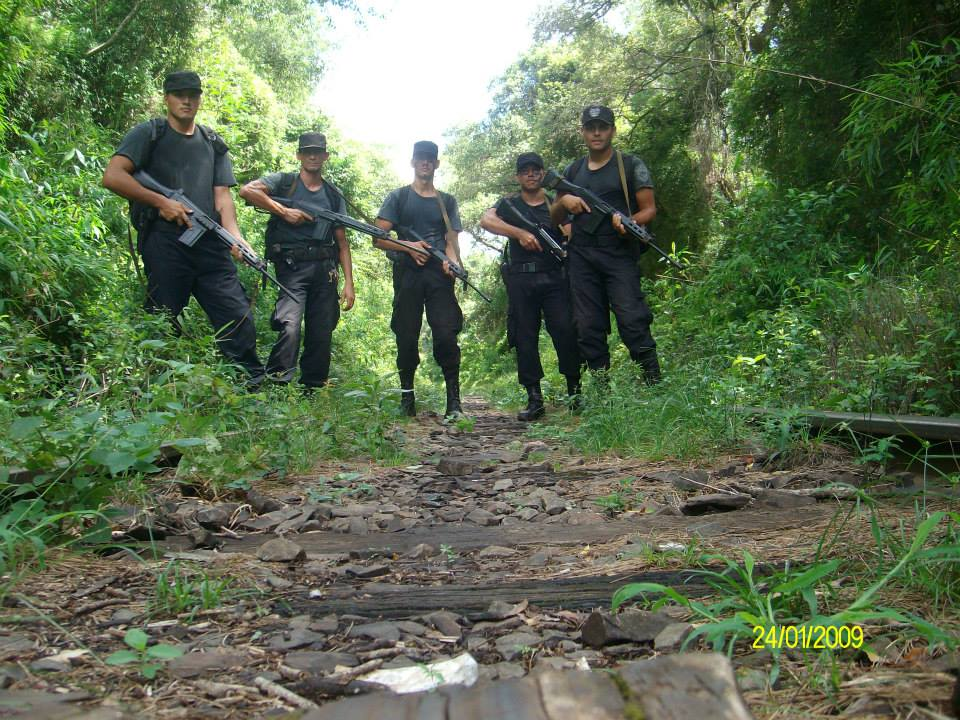
Integrantes del G.O.E realizando largas caminatas portando Fusil de combate FN FAL. Foto tomada en el año 2009.